# كهف ثام جانغ
كهف ثام جانغ هو كهف يقع جنوب غرب فانغ فينغ، لاوس. يمكن الوصول للكهف عبر جسر يمر فوق نهر نام سونغ ويوجد نبع على مسافة نحو 50 متر (160 قدم) داخل الكهف. The cave was used as a bunker in the early 19th century during the Chinese-Ho invasion.

## روابط خارجية
- Tham Chang
- فيديو